# Communauté de communes d'Écouché
La communauté de communes d'Écouché est  une ancienne communauté de communes française, située dans le département de l'Orne et la région Basse-Normandie.

## Histoire
Créée par arrêté préfectoral le 12 décembre 1996, la communauté de communes fusionne le 1er janvier 2013 avec la communauté de communes de la Région de Rânes pour former la communauté de communes des Courbes de l'Orne.
En décembre 2006, Henri Maubert, président de la communauté de communes, meurt en cours de mandat.

## Composition
Elle regroupait quinze communes du canton d'Écouché :
1. Avoine
2. Batilly
3. Boucé
4. La Courbe
5. Écouché
6. Fleuré
7. Goulet
8. Joué-du-Plain
9. Loucé
10. Montgaroult
11. Saint-Ouen-sur-Maire
12. Sentilly
13. Serans
14. Sevrai
15. Tanques

## Administration
| Période      | Période       | Identité           | Étiquette | Qualité         |
| ------------ | ------------- | ------------------ | --------- | --------------- |
| janvier 1997 | décembre 2006 | Henri Maubert      | DvD       | Maire d'Écouché |
| janvier 2007 | avril 2008    | Jacky Courcière    |           | Maire de Boucé  |
| avril 2008   | décembre 2012 | Jean-Pierre Latron | DvD       | Maire d'Écouché |